# Трельяр, Анн Франсуа
Анн Франсуа Шарль Трейяр (фр. Anne François Charles Trelliard; 1764—1832) — французский военный деятель, барон (1810 год), дивизионный генерал (1806 год), участник революционных и наполеоновских войн. Имя генерала выбито на Триумфальной арке в Париже.

## Биография
Родился в дворянской семье Франсуа Трейяра (фр. François Trelliard; 1723—) и Марии де Кютри (фр. Marie Anne de Cutry; 1725—). Его отец был личным секретарём министерства Дютийо при дворе Пармы. 6 ноября 1780 года вступил на военную службу кадетом. 19 октября 1781 года зачислен в драгунский полк Королевы в звании младшего лейтенанта. 28 апреля 1788 года стал вторым лейтенантом, а уже 4 мая – сверхштатным лейтенантом. 1 января 1791 года полк Королевы стал 6-м драгунским полком.
30 июля 1791 года в Суассоне женился на Элизабет Риго (фр. Élisabeth Émelie Rigaux; 1775—1861). Младшая сестра Элизабет, Мария Риго (фр. Marie Françoise Adelaïde Rigaux; 1780—1860) была замужем за другим прославленным генералом Дежарденом, погибшим при Эйлау.
25 января 1792 года переведён в 3-й конно-егерский полк.  6 августа 1792 года получил звание капитана. С 1792 по 1794 годы служил в Северной армии. 7 апреля 1793 года назначен командиром эскадрона в 11-й конно-егерский полк. 1 сентября 1794 года был произведён в полковники и возглавил весь полк. Сражался в рядах Мозельской и Самбро-Мааской армий. Успешно действовал со своим полком в авангарде в кампаниях 1795-96 годов под началом генерала Моро. Отличился 22 октября под Кобленцем, где разгромил превосходящие силы кавалерии противника и нанёс потери в 200 человек. Полковник пленил 2500 человек перед Бад-Кройцнахом, затем захватил несколько редутов и взял 2000 пленных во время битвы при Нойвиде 18 апреля 1797 года.
За эти действия производится в бригадные генералы 10 сентября 1799 года, и направляется в Голландию командовать бригадой лёгкой кавалерии.
С ноября 1802 года служил в 15-м военном округе командующим департамента Нижняя Сена.
3 августа 1805 года возглавил бригаду лёгкой кавалерии в дивизии Бурсье Армии Берегов Океана. С 30 августа командовал бригадой лёгкой кавалерии 5-го армейского корпуса Великой Армии. Участвовал в Австрийской кампании 1805 года. 8 октября у Вертингена во главе 9-го и 10-го гусарских полков захватил 3 орудия и 800 пленных. Отличился при Ульме и Аустерлице. 10 октября 1806 года в бою у Заальфельда проводит несколько блестящих атак против пруссаков, захватывает 6000 пленных, трёх генералов, несколько флагов и тридцать орудий. 26 декабря сражался при Пултуске. Ланн разместил свою кавалерию на правом фланге. Бригада Трейяра предприняла попытку атаковать группу русских гусар, но те в последний момент демаскируют засадную батарею, которая наносит французам серьёзные потери. Трейяр был серьёзно травмирован во время боя
30 декабря 1806 года произведён в дивизионные генералы, и указом от того же дня ему было разрешено выехать во Францию, чтобы вылечить свои раны. 13 января 1807 года назначен инспектором кавалерийских депо в 5-м и 26-м военном округах под началом маршала Келлермана в Майнце.
17 августа 1808 года комендант кавалерийского депо в Байонне. 26 октября 1808 года зачислен в штаб Армии Испании. 16 ноября комендант кавалерийского депо в Витории, 28 ноября командующий провинции Витория. 15 декабря комендант кавалерийского депо в Аранде. 4 мая 1809 года был вызван в Армию Германии, и с 10 августа по 3 ноября был комендантом депо карабинеров и кирасиров в Маутерне.
4 марта 1810 года влился в ряды 8-го корпуса Армии Испании. 7 апреля назначен командиром 2-й драгунской дивизии в составе Армии Португалии. Особый характер этой кампании, столкнувшейся с трудноуловимым противником, требует от её всадников выполнения разведывательных и противопартизанских задач. Дивизия Трейяра была поставлена в авангард, но после сражения при Бусако 27 сентября 1810 года маршал Массена приказал генералу Монбрену заменить Трейяра во главе авангарда и поручил последнему руководство кавалерийским резервом. В ноябре 1810 года он командовал особым отрядом, состоявшим из двух драгунских полков и пехотного контингента, а в феврале 1811 года двинулся во главе отдельной от корпуса Монбрена кавалерийской дивизии. Во время эвакуации Португалии французами он помогал арьергарду маршала Нея тремя драгунскими полками 10 марта, за день до битвы при Помбале. Истощение привело к значительным потерям, и в апреле 1811 года в дивизии Трейяра было всего 2500 человек, способных сражаться.
В октябре сменил Лебрена де Ля Уссе во главе 4-й драгунской дивизии в Армии Центра. 16 января 1812 года разбил у Альмагро генерала Пабло Морильо, очистил провинцию от повстанцев и захватил большое число пленных. С мая 1812 года командовал кавалерией Центральной армии. В августе 1812 года назначен губернатором провинции Ла-Манча. 16 июля 1813 года – командир 2-й драгунской дивизии Пиренейской армии.
1 января 1814 года он получает приказ от Наполеона отправиться со своей драгунской дивизией (5-я дивизия тяжёлой кавалерии с 19 февраля 1814 года) в Шампань и присоединиться к Великой Армии. 17 февраля он прибывает в Нанжис в момент активных боевых действий. Бурно атакует со своими драгунами русский авангард у Вальжуана, захватывает 16 орудий и около 5000 пленных, и преследует неприятеля до Прованса. При Арси-сюр-Обе он выручил маршала Удино, несмотря на сильный огонь вражеской артиллерии.
21 июня 1814 года назначен губернатором острова Бель-Иль. В период «Ста дней» оставался в той же должности. 18 октября 1815 года вышел в отставку. 7 февраля 1831 года зачислен в резерв французской армии, однако уже 1 мая 1832 года окончательно вышел в отставку. Через 13 дней после этого умер в Шалонне. Похоронен на кладбище Пер-Лашез.

## Воинские звания
- Младший лейтенант (19 октября 1781 года);
- Второй лейтенант (28 апреля 1788 года);
- Лейтенант (25 января 1792 года);
- Капитан (6 августа 1792 года);
- Командир эскадрона (7 апреля 1793 года);
- Полковник (1 сентября 1794 года);
- Бригадный генерал (10 сентября 1799 года);
- Дивизионный генерал (30 декабря 1806 года).

## Титулы

Герб графа

- Герб графаБарон Трейяр и Империи (фр. baron Trelliard et de l'Empire; декрет от 19 марта 1808 года, патент подтверждён 9 марта 1810 года в Париже)[3][4];
- Граф Трейяр и Империи (фр. comte Trelliard et de l'Empire; декрет от 5 апреля 1814 года, патент не подтверждён).

## Награды
Легионер ордена Почётного легиона (11 декабря 1803 года)
 Коммандан ордена Почётного легиона (14 июня 1804 года)
 Кавалер военного ордена Святого Людовика (8 июля 1814 года)